# Birthday (케이티 페리의 노래)
"Birthday"는 가수 케이티 페리의 노래로, 네 번째 정규 앨범 Prism의 네 번째 싱글이다.

## 곡 목록
- Digital download (Cash Cash Remix)[1]

1. "Birthday" (Cash Cash Remix) – 4:25